# ماهیچه درون‌گردان چهارگوش
ماهیچه درون‌گردان چهارگوش (انگلیسی: Pronator quadratus muscle) از ماهیچه‌های ساعد است. این ماهیچه، یک ماهیچهٔ چهارگوش در بخش پایینی ساعد است که وظیفهٔ درون‌گردانی دست (چرخاندن کف دست به سمت پایین) را بر عهده دارد. این عضله به شکل چهارگوش بوده و در پایین‌ترین قسمت قدامی ساعد قرار دارد و خون‌رسانی آن از سرخرگ میان‌استخوانی پیشین تأمین می‌شود. این عضله علاوه بر نقش اصلی خود در درون‌گردانی (پرونیشن) ساعد، با نگه‌داشتن استخوان‌های زند زبرین (رادیوس) و زند زیرین (اولنا) در کنار هم، پایداری مفصل زند زیرین‌ـزند زبرین دور را حفظ می‌کند.
این عضله عمقی از رویه پیشین و لبه یک‌سوم و یک‌چهارم دیستال تنه استخوان زند زیرین آغاز شده و به رویه پیشین و لبه بخش دیستال تنه استخوان زند زبرین می‌چسبد. عصب‌گیری آن از عصب میان‌استخوانی پیشین است و وظیفه‌اش گرداندن ساعد به سمت داخل یا پرونیشن می‌باشد.

## ساختار
الیاف این ماهیچه عمود بر محور طولی ساعد قرار دارند و از یک‌چهارمِ دورتر سطح پیشین زند زیرین (اولنا) تا یک‌چهارم پایینی زند زبرین (رادیوس) کشیده شده‌اند. این ماهیچه دو سر دارد: سر سطحی از بخش پیشین-پایینی تنهٔ استخوان (دیافیز) زند زیرین آغاز شده و به بخش پیشین-پایینی تنهٔ زند زبرین و همچنین به پهنهٔ (متافیز) پیشین آن می‌چسبد. سر عمقی هم از همان نقطهٔ آغازین سرچشمه می‌گیرد، اما به‌صورت نزدیک‌تر به شکاف زندی زند زبرین متصل می‌شود. این تنها ماهیچه‌ای است که یک سر آن فقط به زند زیرین و سر دیگر آن فقط به زند زبرین متصل است. خون‌رسانی شریانی آن از راه سرخرگ بین‌استخوانی پیشین انجام می‌شود.

### عصب‌گیری
ماهیچهٔ درون‌گردان چهارگوش به‌وسیلهٔ عصب بین‌استخوانی پیشین که شاخه‌ای از عصب میانی است، عصب‌گیری می‌شود.

## کارکرد
هنگام انقباض ماهیچهٔ درون‌گردان چهارگوش، سمت جانبی زند زبرین به‌سوی زند زیرین کشیده می‌شود و در نتیجه دست به داخل می‌چرخد. الیاف عمقی آن باعث می‌شوند دو استخوان ساعد به هم متصل و ثابت بمانند. در برخی افراد این ماهیچه وجود ندارد، ولی این امر تأثیر چشمگیری بر حرکت درون‌گردانی ندارد، زیرا ماهیچه درون‌گردان گرد نقش اصلی را در این حرکت ایفا می‌کند.

## راه‌های عصبی نخاعی
راه هرمی جانبی مسئول مسیر حرکتی ماهیچهٔ درون‌گردان چهارگوش است. این مسیر در شکنج پیش‌مرکزی قشر حرکتی آغاز شده و پیام از عصب حرکتی بالایی از راه کپسول داخلی و سپس پایه‌های مغزیِ مغز میانی عبور می‌کند. این مسیر در بصل‌النخاع تقاطع یافته و از ستون جانبی نخاع پایین می‌رود. سپس در نخاع دوباره تقاطع یافته و در شاخ پیشین با عصب‌های حرکتی پایینی ماهیچه‌های اسکلتی سیناپس می‌دهد.
راه ستون خلفی-لیمینیسک میانی (راه دستهٔ گوه‌ای) مسئول انتقال حس وضعیت و حرکت ماهیچهٔ درون‌گردان چهارگوش، لمس عمقی، درد احشایی و ارتعاش است. این راه از ریشهٔ پشتی عصب آغاز شده و از شاخ پشتی به ستون خلفی نخاع بالا می‌رود و در هستهٔ نازک سیناپس می‌دهد. سپس در لیمینیسک میانی بصل‌النخاع تقاطع یافته و از هستهٔ گوه‌ای و لیمینیسک میانی مغز میانی عبور کرده و در تالاموس سیناپس می‌دهد و در نهایت پیام به شکنج پس‌مرکزی قشر حسی-پیکری می‌رسد.
این مسیرها برای هر ماهیچه‌ای در اندام بالایی صدق می‌کنند و ویژهٔ این ماهیچه نیستند.

### اهمیت بالینی
آسیب یا گیر افتادن عصب میان‌استخوانی پیشین، که شاخه‌ای از عصب میانی است و ماهیچه درون‌گردان چهارگوش را عصب‌دهی می‌کند، می‌تواند باعث ضعف یا ناتوانی در پرونیشن فعال ساعد شود، به‌ویژه زمانی که آرنج خم شده باشد. این وضعیت که به «سندروم عصب میان‌استخوانی پیشین» (Anterior interosseous nerve syndrome) معروف است، علاوه بر محدودیت در چرخش ساعد، ممکن است باعث ناتوانی درگرفتن اشیاء بین شست و انگشت اشاره شود، زیرا خم‌کردن کامل مفصل بین‌بندی شست و مفصل بین‌بندی دور انگشت اشاره نیز مختل می‌شود.
در جراحی‌های ترمیم شکستگی زند زبرین (رادیوس) در بخش دیستال، این عضله گاهی برای پوشش و محافظت از ناحیه تثبیت‌شده استخوان به‌کار می‌رود، زیرا خون‌رسانی خوبی دارد و امکان جابه‌جایی نسبی آن وجود دارد.
کوتاه شدن یا فیبروزه شدن این عضله در اثر آسیب یا بی‌حرکتی طولانی‌مدت می‌تواند دامنه حرکت پرونیشن را کاهش دهد و موجب درد مزمن ساعد شود. این حالت ممکن است در پی شکستگی‌های ناحیه دیستال ساعد یا پس از جراحی‌های ترمیمی رخ دهد و نیازمند فیزیوتراپی و کشش تدریجی عضله باشد.

## نگارخانه

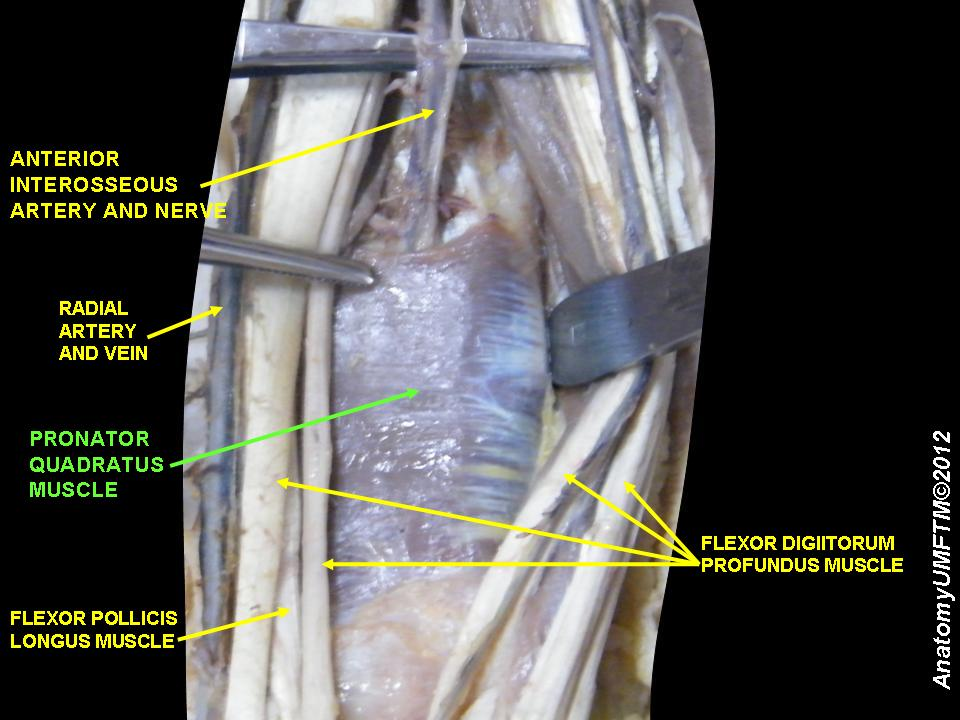
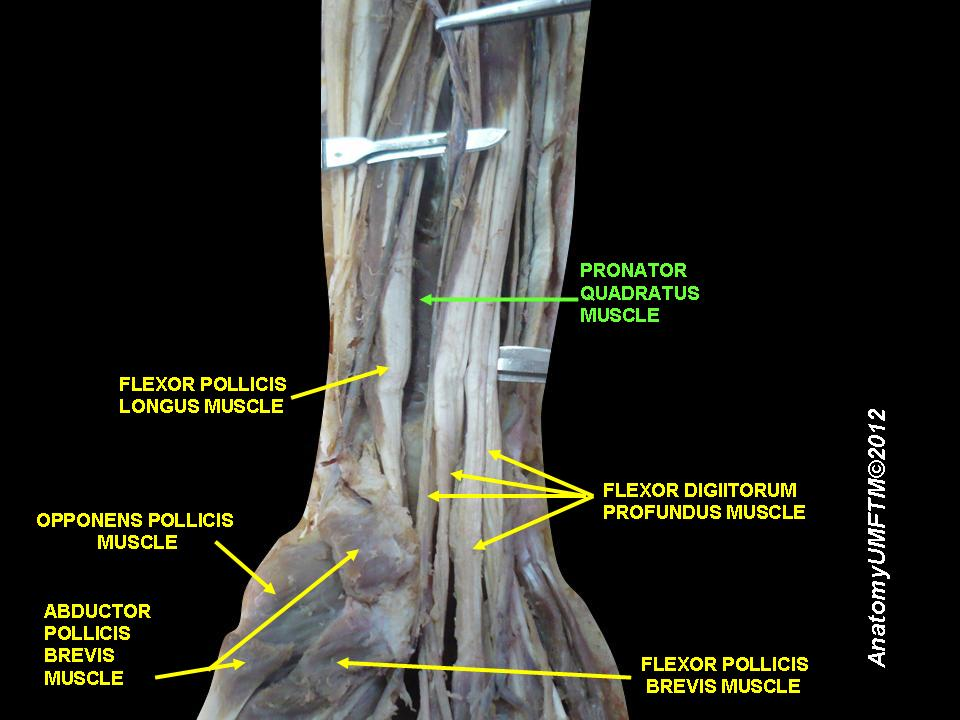
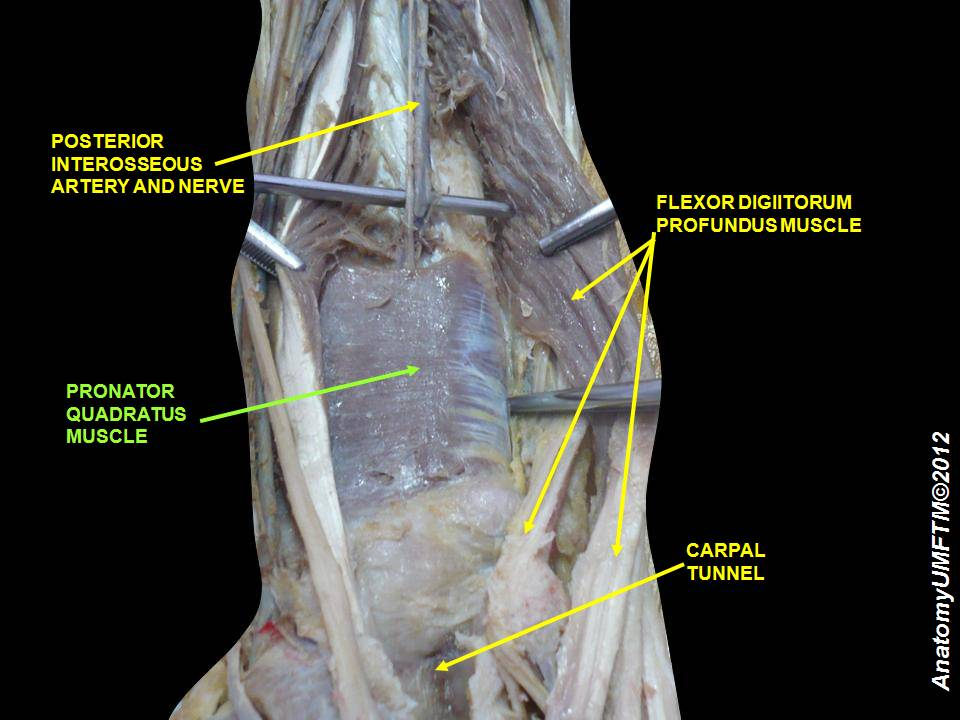
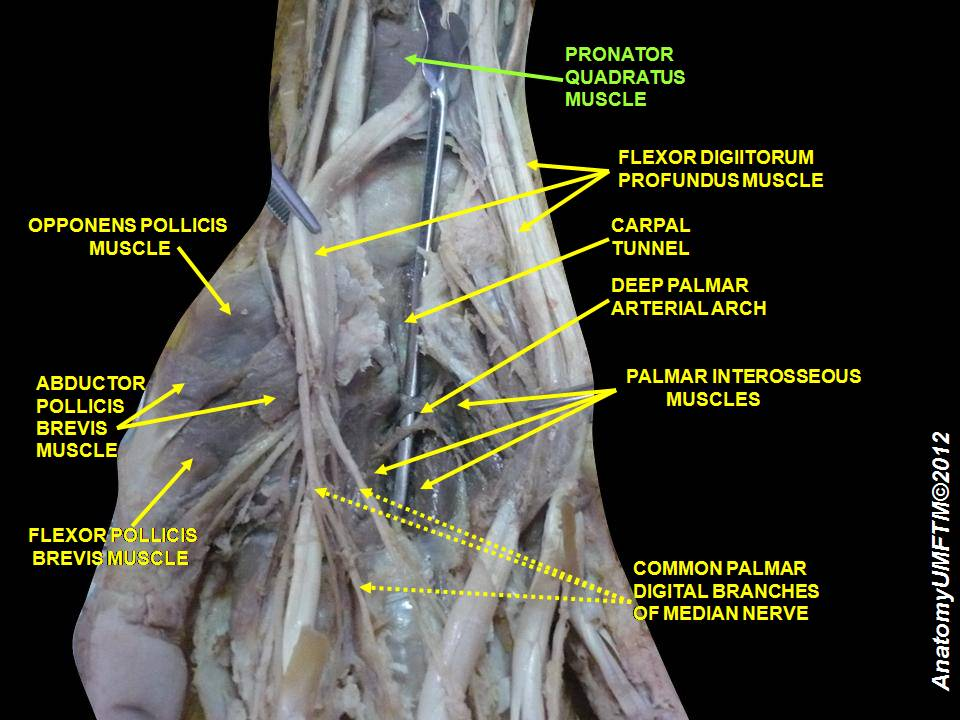